# Liste des aéroports en Ouganda

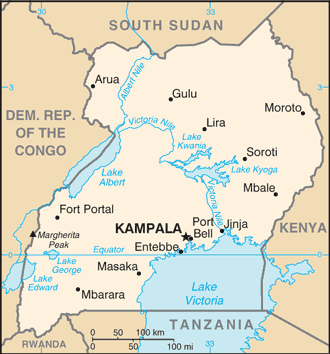
Carte de l'Ouganda

Voici une liste des aéroports en Ouganda, triés par lieu.
L'Ouganda est un pays enclavé d'Afrique de l'Est. Il est bordé à l'est par le Kenya, au nord par le Soudan du Sud, à l'ouest par la République démocratique du Congo, au sud-ouest par le Rwanda et au sud par la Tanzanie. La partie sud du pays comprend une partie importante du lac Victoria, qui est également bordé par le Kenya et la Tanzanie. La capitale et la plus grande ville de l'Ouganda est Kampala.

## Aéroports
Les noms indiqués en gras indiquent que l'aéroport possède un service passagers régulier assuré par des compagnies aériennes commerciales.
| Ville                         | Région | OACI | AITA | Aéroport                              | Coordonnées                 | Altitude (en mètres) | Piste (en mètres) | Surface           |
| ----------------------------- | ------ | ---- | ---- | ------------------------------------- | --------------------------- | -------------------- | ----------------- | ----------------- |
| Adjumani                      | Nord   | HUAJ |      | Aéroport d'Adjumani (en)              | 3° 20′ 21″ N, 31° 45′ 53″ E | 796                  | 1131              | Sommaire          |
| Arua                          | Nord   | HUAR | RUA  | Aéroport d'Arua (en)                  | 3° 02′ 50″ N, 30° 54′ 44″ E | 1204                 | 1707              | Sommaire          |
| Bugungu                       | Ouest  | HUGG |      | Piste d'atterrissage de Bugungu (en)  | 2° 12′ 10″ N, 31° 33′ 16″ E | 753                  | 1540              | Sommaire          |
| Bundibugyo                    | Ouest  | HUBU |      | Aéroport de Bundibugyo (en)           | 0° 40′ 15″ N, 30° 01′ 35″ E | 3100                 | 965               | Herbe             |
| Entebbe                       | Centre | HUEN | EBB  | Aéroport international d'Entebbe      | 0° 02′ 33″ N, 32° 26′ 37″ E | 1153                 | 3658 2408         | Asphalte Asphalte |
| Fort Portal                   | Ouest  | HUFP |      | Aéroport de Fort Portal (en)          | 0° 42′ 32″ N, 30° 14′ 53″ E | 1530                 | 850               | Sommaire          |
| Gulu                          | Nord   | HUGU | ULU  | Aérodrome de Gulu                     | 2° 48′ 20″ N, 32° 16′ 18″ E | 1070                 | 3144              | Asphalte          |
| Jinja                         | Est    | HUJI | JIN  | Aéroport de Jinja (en)                | 0° 27′ 11″ N, 33° 11′ 34″ E | 1175                 | 1800              | Sommaire          |
| Kabale                        | Ouest  | HUKB |      | Aéroport de Kabale (en)               | 1° 13′ 34″ S, 29° 57′ 36″ E | 1820                 | 2408              | Sommaire          |
| Kajjansi (en)                 | Centre | HUKJ |      | Aérodrome de Kajjansi (en)            | 0° 11′ 48″ N, 32° 33′ 09″ E | 1180                 | 1100              | Sommaire          |
| Kakira (en)                   | Est    | HUKK |      | Aéroport de Kakira (en)               | 0° 29′ 56″ N, 33° 16′ 57″ E | 1200                 | 1278              | Asphalte          |
| Kasenyi (en)                  | Ouest  | HULA |      | Aéroport de Kasenyi (en)              |                             | 930                  |                   | Sommaire          |
| Kasese                        | Ouest  | HUKS | KSE  | Aéroport de Kasese (en)               | 0° 10′ 59″ N, 30° 06′ 05″ E | 959                  | 1570              | Sommaire          |
| Kidepo                        | Nord   | HUKD |      | Aéroport de Kidepo (en)               | 3° 43′ 09″ N, 33° 45′ 15″ E | 1190                 | 1280              | Sommaire          |
| Kihihi (en)                   | Ouest  |      | KHX  | Piste d'atterrissage de Savannah (en) | 0° 43′ 10″ S, 29° 42′ 00″ E | 1100                 | 2000              | Gravier           |
| Kisoro (en)                   | Ouest  | HUKI |      | Aéroport de Kisoro (en)               | 1° 16′ 48″ S, 29° 43′ 09″ E | 1890                 | 1300              | Asphalte          |
| Kitgum                        | Nord   | HUKT |      | Aéroport de Kitgum (en)               | 3° 16′ 43″ N, 32° 53′ 24″ E | 929                  | 1900              | Sommaire          |
| Kotido                        | Nord   | HUKO |      | Aéroport de Kotido (en)               | 2° 57′ 06″ N, 34° 07′ 21″ E | 1180                 | 1600              | Sommaire          |
| Lira                          | Nord   | HULI |      | Aéroport de Lira (en)                 | 2° 14′ 52″ N, 32° 54′ 35″ E | 1091                 | 846               | Sommaire          |
| Masindi                       | Ouest  | HUMI | KCU  | Aéroport de Masindi (en)              | 1° 45′ 29″ N, 31° 44′ 12″ E | 1173                 | 2042              | Sommaire          |
| Matany                        | Nord   |      |      | Piste d'atterrissage de Matany (en)   | 2° 26′ 58″ N, 34° 23′ 45″ E | 3895                 | 960               | Poussière         |
| Mbarara                       | Ouest  | HUMA | MBQ  | Aéroport de Mbarara (en)              | 0° 33′ 19″ S, 30° 35′ 58″ E | 1402                 | 1635              | Sommaire          |
| Moroto                        | Nord   | HUMO |      | Aéroport de Moroto (en)               | 2° 30′ 18″ N, 34° 35′ 41″ E | 1280                 | 1500              | Sommaire          |
| Moyo (en)                     | Nord   |      | OYG  | Aéroport de Moyo (en)                 | 3° 38′ 57″ N, 31° 45′ 54″ E | 980                  | 1160              | Sommaire          |
| Parc national Murchison Falls | Nord   | HUGG |      | Piste d'atterrissage de Bugungu (en)  | 2° 12′ 08″ N, 31° 33′ 16″ E |                      |                   | Sommaire          |
| Parc national Murchison Falls | Nord   |      |      | Aéroport de Chobe Safari Lodge (en)   | 2° 14′ 25″ N, 32° 08′ 30″ E | 3140                 | 1555              | Gravier           |
| Mutukula (en)                 | Centre |      |      | Aéroport de Mutukula (en)             | 0° 55′ 30″ S, 31° 27′ 00″ E | 1190                 | 2700              | Sommaire          |
| Mweya (en)                    | Ouest  | HUMW |      | Aéroport de Mweya (en)                | 0° 11′ 34″ S, 29° 53′ 45″ E | 980                  | 1254              | Sommaire          |
| Nakasongola                   | Centre |      |      | Aéroport de Nakasongola (en)          | 1° 25′ 12″ N, 32° 28′ 12″ E | 1100                 | 3000              | Asphalte          |
| Namulonge (en)                | Centre | HUNA |      | Aéroport de Namulonge (en)            | 0° 30′ 51″ N, 32° 37′ 48″ E | 1180                 | 560               | Sommaire          |
| Nebbi                         | Nord   |      |      | Aéroport de Nebbi (en)                | 2° 30′ 49″ N, 31° 07′ 57″ E | 900                  |                   | Sommaire          |
| Pader (Ouganda) (en)          | Nord   |      |      | Aérodrome de Pader (en)               | 2° 51′ 08″ N, 33° 04′ 48″ E | 1027                 | 1200              | Sommaire          |
| Parc national Murchison Falls | Nord   | HUPA | PAF  | Aérodrome de Pakuba (en)              | 2° 19′ 35″ N, 31° 29′ 52″ E | 721                  | 1760              | Sommaire          |
| Parc national Queen Elizabeth | Ouest  |      |      | Aéroport d'Ishasha River Camp (en)    | 0° 36′ 50″ S, 29° 39′ 55″ E | 3140                 | 1006              | Gravier           |
| Soroti                        | Est    | HUSO | SRT  | Aéroport de Soroti (en)               | 1° 43′ 39″ N, 33° 37′ 22″ E | 1110                 | 1900 770          | Asphalte Asphalte |
| Tororo                        | Est    | HUTO | TRY  | Aéroport de Tororo (en)               | 0° 40′ 48″ N, 34° 10′ 05″ E | 1170                 | 1707              | Sommaire          |